# Model doświadczalny
Model doświadczalny w nauce to uproszczona lub zmniejszona wersja rzeczywistego układu używana z powodów ekonomicznych lub zasadniczych w celu badania zachowania się układu rzeczywistego. 

## Przykłady modeli
W przypadku nauk stosowanych i inżynieryjnych często zamiennie używa się słowa prototyp, zwykle jednak czyni się tak, gdy układ modelowy posiada zbliżone rozmiary do układu rzeczywistego i prawie pełną funkcjonalność, co w wypadku wielu układów jest oczywiście niemożliwe. Budowanie modeli doświadczalnych rozmaitych układów lub urządzeń jest powszechna praktyką w technice. Budowane są modele budynków, mostów, samolotów, zapór wodnych a nawet prostszych obiektów jak samochody, skrzydła czy śmigła. Celem takich praktyk jest wykonanie testów działania tych urządzeń bez ponoszenia kosztów związanych z budową działających prototypów czy gotowych rozwiązań i z uniknięciem ryzyka poważnych awarii czy katastrof.
W naukach podstawowych model doświadczalny to fragment rzeczywistości, który wyróżnia się dla uściślenia warunków eksperymentu lub aby uprościć obliczenia. Np: reakcję chemiczną z którą występują problemy w przemyśle bada się w laboratorium w radykalnie zmniejszonej skali, tworząc w kolbie reakcyjnej pomniejszony model zjawisk zachodzących w aparaturze przemysłowej.

## Problem skali
Jakkolwiek badania na modelach są bardzo przydatne, często dają one fałszywe rezultaty, ze względu na dodatkowe zjawiska, które zostały nieświadomie wyeliminowane na skutek przejścia do małej skali. Aby móc porównać wyniki badań na modelach z wynikami w skali rzeczywistej konieczna jest znajomość kryteriów podobieństwa określających pod jakimi warunkami możliwe jest przeniesienie wyników obserwacji z modelu do rzeczywistości. 
Np. wartość prędkości opływu skrzydła samolotu w modelu w skali 1:10 jest zupełnie inna niż w rzeczywistym przypadku skrzydła samolotu. W przypadku  modelu skrzydła samolotu możliwe jest porównywanie przepływów o tej samej liczbie Reynoldsa Re, co powoduje że rzeczywisty odpowiednik układu modelowego charakteryzuje się innymi wartościami prędkości przy tej samej wartości liczby Reynoldsa.